# Articulation costotransversaire
Les articulations costotransversaires forment, avec les articulations de la tête costale, les articulations costo-vertébrales entre les vertèbres thoraciques et les côtes.

## Description
Une articulation costotransversaire est une articulation de type synoviale qui, dans des conditions physiologiques, ne permet qu'un mouvement de glissement.
Elle unit la facette articulaire du tubercule de la côte avec la facette articulaire du processus transverse adjacent.
Cette articulation est présente sur toutes les côtes sauf les onzième et douzième côtes.
L'articulation est maintenue par une capsule articulaire et les ligaments costo-transversaires.

## Aspect clinique
Les articulations costotransversaires sont innervés par les nerfs intercostaux. Par conséquent, les anesthésies de la branche médiale sont inefficaces à leur niveau.